# Spoordonk
Spoordonk (dialect: Sporring) is een kerkdorp dat deel uitmaakt van de gemeente Oirschot, in de Nederlandse provincie Noord-Brabant, gelegen in regio de Kempen tussen Oirschot en Moergestel. 
Op 1 januari 2023 telde het dorp 2.415 inwoners, verdeeld over 1.012 woningen, op een oppervlakte van 17,47 km². Dat aantal is inclusief de bewoners van recreatiepark Stille Wille, waar veel woningen permanent worden bewoond. De inwoners van dit recreatiepark werden in het verleden geteld bij de gemeente Oost-, West- en Middelbeers.

## Etymologie
Een donk is een hoogte in een moerassig gebied, en het woord spoor komt waarschijnlijk van sporkenhout, een struik.

## Bezienswaardigheden
- Spoordonk ontstond bij Kasteel Ten Bergh, dat aan de Beerze gelegen was. Hier zetelden onder meer leden van de familie Van Merode, die heer van Oirschot waren. In de 18e eeuw werd dit kasteel gesloopt, maar de slotpoort en het koetshuis zijn nog aanwezig. Op de plaats van het kasteel ligt nu een boerderij.

- Ook de Spoordonkse Watermolen uit de 19e eeuw, staat nog buiten het dorp. De stenen molen staat bij het water dat De Beerze wordt genoemd, waar vóór 1862 een houten watermolen stond. Al sinds 1320 wordt die watermolen genoemd, maar waarschijnlijk stond hij er vóór dat jaar al. Deze watermolen behoorde vroeger bij Kasteel Ten Bergh.

- De karakteristieke Sint-Bernadettekerk vormt het middelpunt van het dorp. Deze parochiekerk werd op 28 september 1936 ingewijd, nadat in augustus 1935 was begonnen met de bouw. De kerk werd ontworpen door architect A.J.M. Rats. De bewoners van Spoordonk wilden een eigen parochie stichten op het eind van de 19e eeuw, maar pas in 1934 kregen ze hiervoor toestemming van de bisschop.

- Buurtschap Polsdonken kent nog enkele Brabantse langgevelboerderijen.

## Natuur en landschap

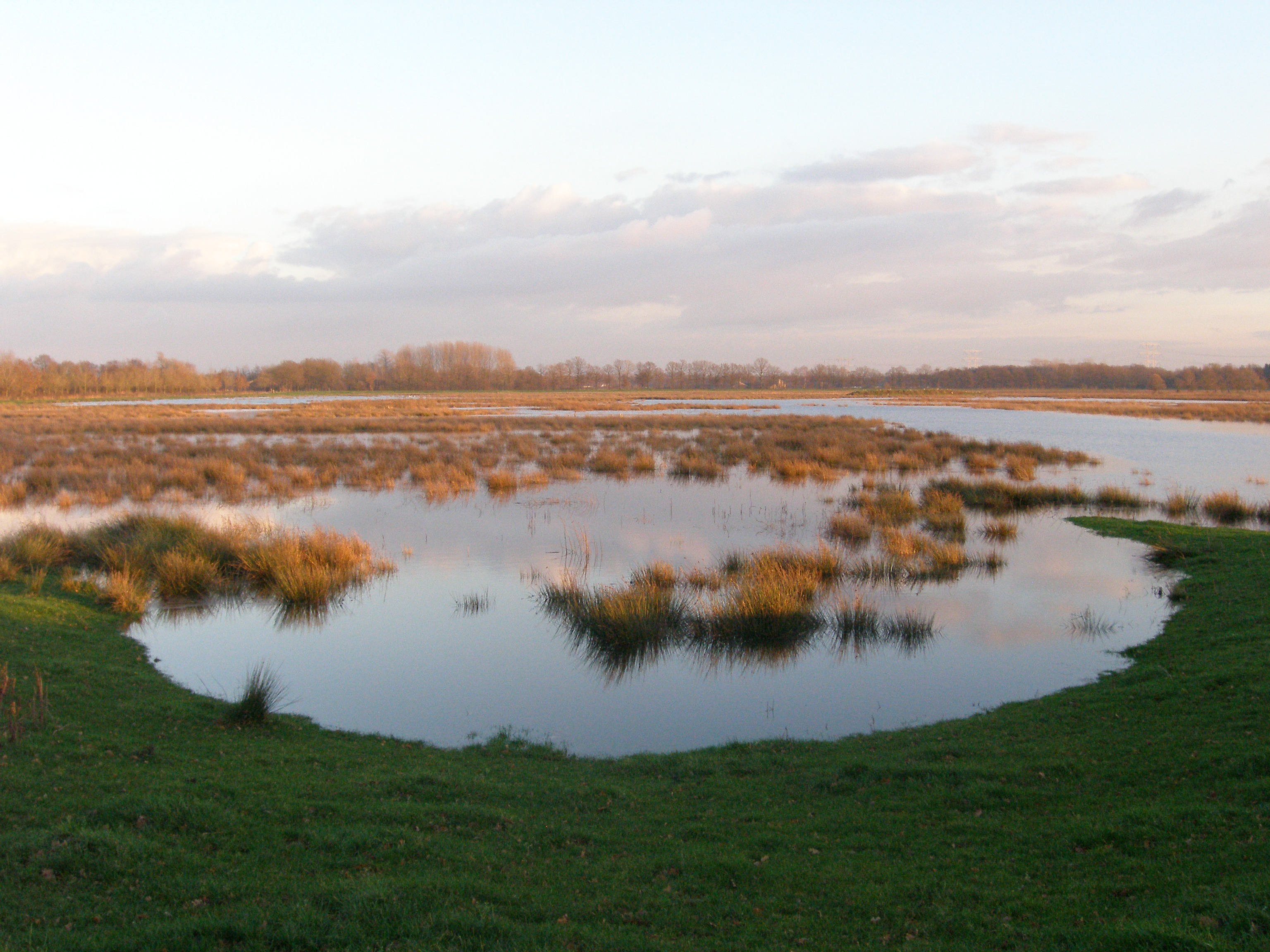
Overstromingsgebied van de Beerze bij Viermannekesbrug

- In 1948 vond te Spoordonk een ruilverkaveling plaats, waardoor een grootschalig landbouwgebied ontstond.

- De belangrijkste natuurgebieden bij Spoordonk liggen langs de Beerze. Deze was in de jaren 60 van de 20e eeuw gekanaliseerd, maar vindt, ook ter hoogte van Spoordonk, beekherstel plaats. Zo is er bij Viermannekesbrug een overstromingsvlakte ingericht ten behoeve van waterberging. Het is voor een deel een moerasbos geworden, en er is een interessant vogelgebied ontstaan. Bij de Spoordonkse Watermolen werd een vistrap aangelegd.

- Ten zuiden van Spoordonk ligt Landgoed Baest, terwijl zich ten noorden het natuurgebied de Kampina bevindt.

## Naburige kernen
Oirschot, Oisterwijk, Moergestel, Lennisheuvel